# Friedrich Starke

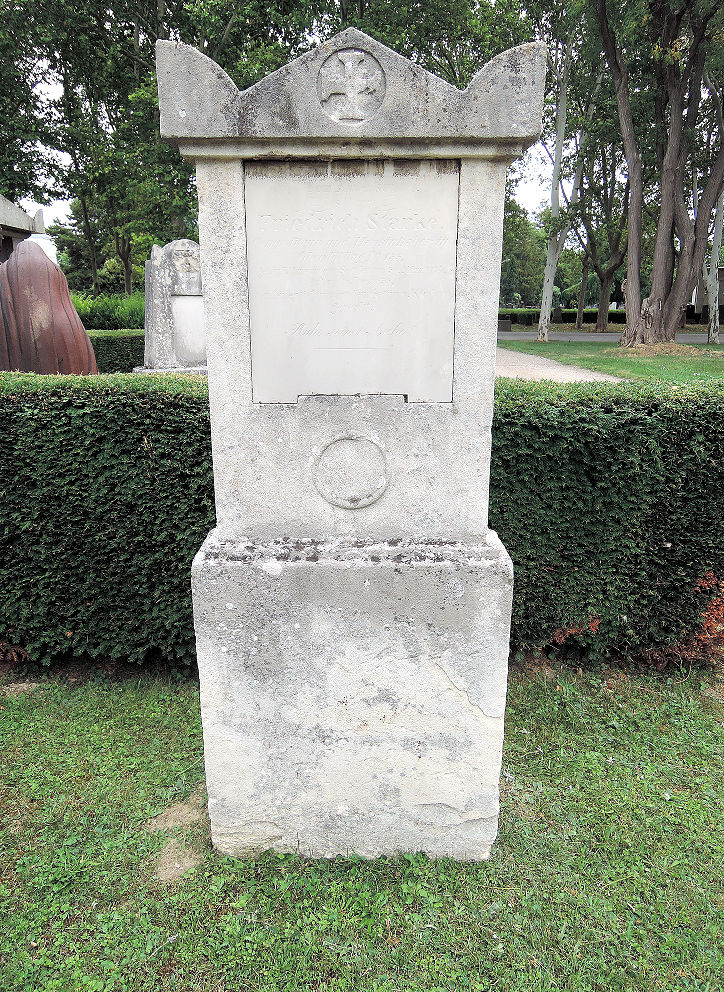
Friedrich Starkes Grabmal auf dem Wiener Zentralfriedhof

Friedrich Starke (* 30. März 1774 in Elsterwerda; † 18. Dezember 1835 in Döbling bei Wien) war ein deutscher Hornist, Kapellmeister und Komponist.

## Leben
Der Musiker ging fünf Jahre bei einem Großenhainer Stadtmusiker in die Lehre, ehe er für einige Zeit durch Sachsen reiste. Von 1798 an war er Regimentskapellmeister unter Erzherzog Ferdinand und erlebte Feldzüge in der Schweiz, Schwaben und am Rhein. Starke beendete seine musikalische Ausbildung schon in früher Jugend. 
Nach seiner Ausbildung zum Hornisten soll er ein fünf Jahre dauerndes Wanderleben in verschiedenen Städten Sachsens geführt haben und nach einer zweijährigen Tätigkeit als Kapellmeister bei einer Kunstreitergesellschaft als Musiker in Salzburg tätig gewesen sein. Die Verlässlichkeit dieser Angaben ist allerdings unter dem Aspekt von Starkes Selbstbeschreibung aus dem Jahr 1821: „seit 40 Jahren in Wien“ zu relativieren. Als Kapellmeister des 33. Infanterieregiments nahm Starke bis 1814 an sämtlichen Feldzügen teil. 
Dann studierte er in Wien bei Johann Georg Albrechtsberger und widmete sich der Komposition von Militär- und Kammermusik sowie der Herausgabe eines Journals für militärische Musik. Wahrscheinlich im Jahre 1812 machte Starke die Bekanntschaft Ludwig van Beethovens und erteilte 1815 dessen Neffen Karl van Beethoven Klavierunterricht. Dass Beethoven ihm eine Anstellung an der Hofoper vermittelte, konnte nicht belegt werden. Noch 1816 war Starke Musikdirektor des 33. Infanterie-Regiments „Colloredo-Mansfeld“ und veranstaltete Akademien im Großen Redoutensaal. 
Zwischen 1819 und 1821 publizierte er eine Wiener Pianoforte-Schule in drei Abteilungen, für die Beethoven, der in diesem Werk als „Ein Stern erster Größe am Musik Himmel“ bezeichnet wird, fünf „Kleinigkeiten“ (die Bagatellen Op. 119, Nr. 7–11) und zwei Sätze aus op. 28 mit eigenen Fingersätzen zur Verfügung stellte. Weitere Beiträge Beethovens waren ein „Concert-Finale“ für Klavier (ein aus der gekürzten Coda von op. 37 entstandenes eigenständiges Stück) und Fingersätze für Variationen von Erzherzog Rudolph. Der erste Satz von op. 109 entstand wahrscheinlich aus einer für Starke gedachten Bagatelle. Starkes Pianoforte-Schule ist von großer Bedeutung für das Verständnis des Wiener Klavierstils und der spieltechnischen Entwicklung der Klaviermusik im frühen 19. Jahrhundert. Sie vermittelt Einblick in Beethovens pianistischen Stil, Fingersatz und Tongebung sowie sein künstlerisches Ziel, „nicht allein die Kunst zu üben, sondern auch in ihr Inneres zu dringen“ (GA, Bd. 2, Nr. 585). Starkes auf Goethes Faust basierende Aussage (Abtg. I, S. 15) „Nur was vom Herzen kommt, kann wieder zum Herzen gehen.“ könnte Beethoven zum Motto von op. 123 angeregt haben. Starke hat über den Komponisten aufschlussreiche Erinnerungen verfasst.
Obwohl Starke seit 1824 in Oberdöbling ein Haus besaß, starb er in Armut.